# Ostrach
Ostrach est une commune allemande du Bade-Wurtemberg dans l'arrondissement de Sigmaringen.

## Géographie

### L'organisation communale
La municipalité d'Ostrach se compose de quartiers : Burgweiler (Dichtenhausen, Hahnennest, Ochsenbach, Waldbeuren, Ulzhausen, Egelreute), Einhart, Habsthal (Bernweiler), Jettkofen, Kalkreute, Laubbach, Levertsweiler, Magenbuch (Lausheim), Spöck, Tafertsweiler (Bachhaupten, Eschendorf und Gunzenhausen), Wangen et Wirnsweiler.

## Histoire
Des objets de l'âge du cuivre furent trouvés sur la municipalité, où se trouvent aussi plusieurs tumulus de l'âge du fer.
Une voie romaine passait à Ostrach, reliant les villes de Altshausen et Krauchenwies.
La plus ancienne mention écrite du lieu date de 851.
Le 21 mars 1799 eut lieu la bataille d'Ostrach, entre le général Jean-Baptiste Jourdan et l'archiduc d'Autriche Charles-Louis d'Autriche-Teschen.
Lors de la Seconde Guerre mondiale, la ville fut prise en avril 1945 par des troupes franco-marocaines.

### Monuments

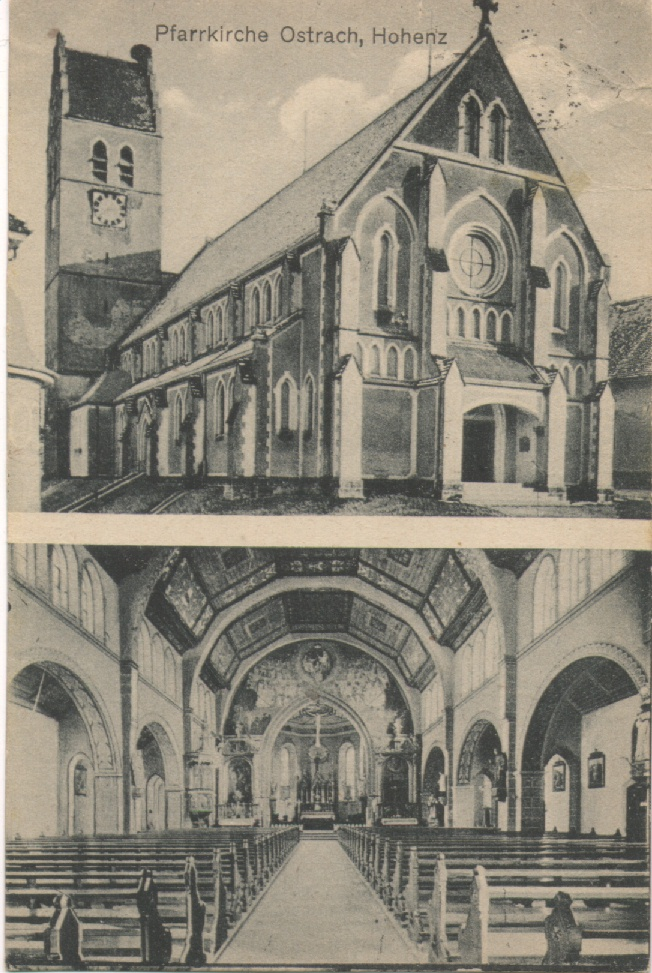
L'église de St. Pankratius environ 1920

## Jumelage
- Étréchy (France) depuis 1971

## Personnalités
- Reinhold Frank (1896–1945), né à Bachhaupten, juriste et résistant
- Eduard Schmid (1861-1933)